# Христианский исследовательский институт
Христиа́нский иссле́довательский институ́т (англ. The Christian Research Institute; англ. CRI) — американская евангелическая околоцерковная информационно-консультационная организация по вопросам апологетики и контркультовой деятельности.
Христианский исследовательский институт был создан Уолтером Ральстоном Мартином и  стал одной из первых крупных апологетических и контркультовых организаций середины XX века.

## История

### Предпосылки возникновения
Уолтер Ральстон Мартин, являвшийся первым полноценным христианским апологетом, специализирующимся на христианской контркультовой апологетике, в 1949 году начал изучать различные религиозные группы, такие как свидетели Иеговы, «Христианская наука», мормоны и спиритуализм. Большая часть этой работы прошла в 1950-е годы в стенах Шелтонского колледжа и Нью-Йоркского университета.
В 1953 году Мартин стал сотрудничать с пресвитерианским радиопроповедником Дональдом Барнхаусом. Начиная с 1950 года Барнхаус являлся выпускающим редактором журнала Eternity. В 1954 году Барнхаус предложил Мартину стать колумнистом журнала, а затем в 1955 — 1960 годы Мартин вошёл в состав редакции. В журнале Мартин писал рецензии, статьи по апологетике, социальным вопросам и борьбе с алкоголизмом. Кроме того, он писал статьи о культах и сектах, текст которых впоследствии стал основой для книг, написанных самостоятельно или в соавторстве с Норманом Кланном — «Иегова Сторожевой башни» (1953), «Миф „Христианской науки“» (1954), «Рассвет культов» (1955), «Христианство и культы» (1956). В свою очередь, Барнхаус написал предисловие к «Мифу „Христианской науки“» и оказывал покровительство религиозной деятельности Мартина, что способствовало укреплению и легитимации контркультовой апологетики в церковной среде.

### Основание и ранние годы
Христианский исследовательский институт был создан Мартином в октябре 1960 года в Нью-Джерси Барнхаус умер за несколько месяцев до этого. С этого времени Мартин становится восходящим апологетом, чьё духовное служение и репутация сложились в среде таких околоцерковных организаций, как Американское общество трактатов, Евангелическое теологическое общество, Национальная ассоциация евангелистов, Национальные религиозные радиовещатели
Основная деятельность института заключалась в предоставлении сведений о культах и религиях, а также разработке христианской апологетики. Сам Мартин следующим образом описывал деятельность организации: «Цель Института заключается в предоставлении первичных сведений обо всех культах и о деятельности нехристианских миссионеров здесь и за рубежом».
Финансовую поддержку институту оказывали как частные лица, так и грантодатели, вроде неправительственной некоммерческой организации «Благотворительный фонд Пью».
Руководящим органом института стал Совет директоров, куда помимо Мартина и других членов, входил его шурин Эверетт Якобсон.
В начале 1960-х годов основная деятельность института была сосредоточена вокруг миссионерских и проповеднических поездок Мартина, который также проводил семинары, посвящённые культам. Кроме того, институт распространял кассеты с аудиозаписями выступлений Мартина, подготовленных издательствами Bible Voice Inc, Audio Bible Society и Vision House, а в дальнейшем издаваемые самим институтом.
Мартин выступал в качестве гостя и соведущего радиопередачи Барнхауса «Час библеистики», а затем стал постоянным гостем в радио ток-шоу Долговязого Джона Нибеля. В дальнейшем Мартин создал собственные радиопередачи «Библия отвечает человеку» и «Датированная вечность», которые получили национальное признание, а популярность увеличилась после переезда института в Калифорнию.
Мартин стремился создать большую библиотеку по культам, включающую книги, аудиозаписи и периодику. Также с целью создания сети учёных, сосредоточенных на апологетике, в составе института было образовано бюро консультантов, состоящее из Джеймса Бьёрнштада, Уолтера Бьёрка, Флойда Гамильтона, Шилдеса Джонса. Кроме того, с институтом сотрудничали такие видные теологи, как Гарольд О. Дж. Браун и Джон Уорвик Монтгомери.
Институт выпустил различные работы по мормонам и свидетелям Иеговы, а также книги, брошюры и аудиозаписи Мартина. Например, в 1968 году институт выпустил брошюру Мартина «НЛО: друг, враг или выдумка». Кроме того, в 1961—1962 годы выходил периодический журнал «Religious Research Digest».
В 1963 году Мартину пришла в голову мысль создать электронный банк апологетической информации, который впоследствии получил известность под названием SENT/EAST (Electronic Answering Search Technology)., о чём он и Монтгомери в 1968 году рассказали на научном симпозиуме в Австрии.

### Переезд в Калифорнию
В 1974 году Мартин покинул Нью-Джерси и переехал вместе с институтом в Калифорнию. Первое время помощь Мартину оказывали Роберт Пассатино и его жена Гретчен, являвшие сотрудниками института. Кроме того, Мартин стал преподавать в новообразованной Мелодилэндской школе теологии, где контркультовые апологеты смогли собраться вместе, и где располагалась библиотека института, насчитывавшая 13000 единиц хранения. Позднее офисы были открыты в Эль-Торо и Ирвине.
Всплеск интереса к контркультовой деятельности Мартина и института произошёл в 1970-е годы в связи с возникновением «Движения Иисуса» и контркультурных и социальных конфликтов вокруг неокультов. В 1970—1980-е годы Мартин выступил наставником для таких апологетов, как Эрнст Кальвин Бейснер, Тодд Эхренборг, Крэйг Хоукинс, Кэрол Хаусманн, Курт  Ван Горден, Джон Велдон, Джордж Мэтер, Пол Карден, Рич Полл, Роберт Боуман-младший и Эллиот Миллер. Визитной карточкой института стала книга-бестселлер Мартина «Царство культов», его аудиозаписи выступлений, выступления на радио и национальном телевидении.
Мартин принимал участие в разработке программы магистра гуманитарных наук по апологетике в Школе права Саймона Гринлифа в 1980 году. В течение 1980-х Мартин читал здесь лекции по культам и оккультизму, в чём ему время от времени помогали супруги Пассатино.
В 1977 году у института появилось ежеквартальное периодическое издание «Бюллетень Христианского исследовательского института» (англ. Christian Research Institute Newsletter), который через год был переименован в «Forward». В 1987 году название было изменено на «Христианский исследовательский журнал» (англ. Christian Research Journal), а сам журнал стал выходить три раза в год. В 1990 году объём номеров был увеличен, а сам журнал сначала стал ежеквартальником, а потом ежемесячным. В журнале печатались исследовательские материалы о Международном обществе сознания Кришны, «Храме народов», Ошо, нью эйдже и сатанизме. В настоящее время тематика охватывает изучение культов, основную апологетику, этическую апологетику, мировые религии и богословские противоречия. Журнал неоднократно становился обладателем наград от Евангелической печатной ассоциации.
В 1983 году институт создал отделение в Сан-Пауло, которое возглавил ученик Мартина Пауло Ромейро.

### Современная деятельность
Мартин умер 26 июня 1989 года у себя дома от сердечного приступа. Его преемником стал Хэнк Ханеграаф.
Ко времени кончины Мартина, как и в последующие годы, сотрудники института стали выступать в качестве авторов книг по контркультовой апологетике. Среди них известность получили Ричард Эбанес, Роберт Боумен, Крэйг Хоукинс, Эллиот Миллер, Рон Родес и Кеннет Сэмплес. В будущем многие из них покинули институт и основали собственные организации.

## Конфликты

### Контркультовая деятельность
Мартин и возглавляемый им институт имевшие отношение к контркультовому движению вступали в теологические и социальные конфликты с различными культами. Так, при Мартине произошли крупные конфликты с мормонами. Это выливалось в публичные споры, иногда заканчивавшиеся судебными исками о клевете.
За сравнительно короткий промежуток времени в конце 1970-х Мартин и Христианский исследовательский институт оказались втянутыми в продолжительную дискуссию относительно теории авторства Книги Мормона Сполдинга—Ригдона, согласно которой Книга Мормона являлась ничем иным, как плагиатом фантастического произведения Соломона Сполдинга «Найденная рукопись». Этому вопросу была посвящена книга «Кто действительно написал Книгу Мормона?» Уэйна Каудрея, Говарда Дэвиса и Дональда Скейлса. Однако оставались вопросы у христианских апологетов и критиков мормонов, таких как Джеральд и Сандра Таннер «Возможно, Книгу Мормона написал Сполдинг?» С ответной критикой выступили мормонские апологеты Роберт и Розмари Брауны во втором томе серии книг «Они подстерегают, чтобы обмануть».. В свою очередь Эдвард Плоуман в статьях в журнале института «Christianity Today» в номерах за июль и октябрь 1977 года показал несостоятельность мормонских притязаний.
В книге, озаглавленной «Кто действительно написал Книгу Мормона? — Загадка Сполдинга» была сделана попытка вернуться в первоначальному доводу. Соавторы книги Каудрей, Дэвис и Вэник попытались показать, что Сидни Ригдон действительно посещал Питтсбург, где в последние годы жизни проживал Сполдинг, до 1820 года. Мэттью Ропер в рецензии, опубликованной в издаваемом мормонским Фондом исследований древности и мормонизма FARMS Review, посвятил 130 страниц разбору книги.

### Финансовая отчётность
«Группа подотчётности Христианского исследовательского института», в состав которой вошли уволенные сотрудники института, утверждала, что их выход из Евангелического совета по финансовой подотчётности был вызван желанием избежать ограничений на проведений финансовых операций со стороны руководителя института Хэнка Ханеграафа. В 2003 году Евангелический совет по финансовой подотчётности обнаружил некоторые несоответствия в отчётности института финансовым стандартам. Это привело к санкциям с целью «усилить Совет директоров» и провести «крупное возмещение». Ministry Watch выпустило «Оповещение для жертвователей», в котором указала на отказ руководства института, несмотря на неоднократные просьбы, принять меры к устранению выявленных нарушений.